# إسبلكنون حرشفي
إسبلكنون حرشفي (الاسم العلمي:Splachnum squarrosum) هو نوع من النباتات يتبع جنس الإسبلكنون من الفصيلة الإسبلكنونية.